# Cupido Ye
«Cupido Ye» («Cupid Ye» como título original) es el estreno de la vigesimosexta temporada de la serie de televisión animada estadounidense South Park, y el episodio número 320 de la serie en general. Escrito y dirigido por Matt Stone, se estrenó en Comedy Central en los Estados Unidos el 8 de febrero de 2023. El episodio relata un plan ideado por Eric Cartman después de que su amigo Stan Marsh se sintiera amenazado por la amistad que se desarrolla entre sus compañeros de clase Kyle Broflovski y Tolkien Black, mientras se hace una parodia de las opiniones antisemitas del rapero norteamericano Kanye West y los estereotipos judíos en general, incluyendo el mito antisemita de que los éstos controlan la producción audiovisual en Hollywood.

## Descripción oficial
Cartman está celoso de la amistad que se ha desarrollado entre Kyle y Tolkien y decide hacer algo al respecto.

## Trama

### Sección 1
Eric Cartman y Kenny McCormick observan que el mejor amigo de Stan Marsh, Kyle Broflovski, ha estado pasando más tiempo con su compañero de clase Tolkien Black, haciendo videos diarios en TikTok y jugando juntos con más frecuencia. Al ver a Stan desanimado, Cartman decide «ser un buen cristiano» y hacer algo al respecto.
Cartman comienza por transmitir información a Tolkien según la cual «los Judíos le robaron la identidad a los negros» por que «las tribus perdidas de Judá eran africanas», con el ánimo de indisponerlo con Kyle. Ante la negativa de Tolkien de dar crédito a Cartman, éste continúa argumentando mitos antisemitas hasta llegar a la conclusión de que «Kyle maneja Hollywood», haciendo alusión a que los judíos controlan los medios de comunicación en Estados Unidos.
Como esta primera conspiración fracasa, Cartman recibe ayuda de «Cupido Ye» («Cupid Ye» en el episodio original), una versión modificada de «Yo Cupido» («Cupid Me»), un alter ego imaginario de Cartman que apareció por primera vez en el episodio séptimo de la temporada dieciséis llamado «Cartman encuentra el amor» («Cartman Finds Love»). Además de su nombre alterado, Cupido Ye ha adoptado la moda del hip hop y creencias antisemitas, haciendo alusión directa al rapero Kanye West.
Ante las quejas de Kyle, el Director PC amenaza a Cartman con dos meses de detención si no deja de promover sus calumnias sobre los judíos. A pesar de esto, Cartman continúa haciéndolo a través de su alter ego.

### Sección 2
A medida que avanza el episodio, se extiende entre los alumnos de la escuela y los habitantes de South Park la idea de que Kyle, como judío, maneja Hollywood, debido a que Cartman acude a los medios para difundir esta noticia, disfrazado de rapero y con el rostro cubierto. Todo esto enfurece a Kyle y crea una brecha entre él y Tolkien quienes dejan de hacer su videos para TikTok. Esta separación es recibida con júbilo por Cartman y Cupido Ye, pero este último, en medio de su euforia, comienza a hacer declaraciones antisemitas para posteriormente robar un coche y huir destrozando todo a su paso. Ante esta situación, Cartman acude alarmado a casa de Stan solicitando su ayuda para detener a su alter ego enloquecido.

### Sección 3
Cupido Ye se encuentra preparando flechas que promueven el antisemitismo mientras Stan se disculpa con Tolkien por sus celos debido a su amistad con Kyle que, de alguna forma, ayudaron a desencadenar estos eventos. Cupido Ye acelera la propagación del odio usando sus flechas para envenenar las mentes del alumnado, lo que resulta en que Kyle sea amenazado por una multitud de estudiantes. Mientras Stan y Tolkien lo defienden, Cartman confronta a Cupido Ye y lo obliga a tomar su medicación, devolviéndole a su estado normal de «Yo Cupido», momento en el cual retoma su tarea habitual de difundir amor entre el alumnado.
En la escena final, en una conferencia pública, Kyle se dirige a un gran grupo de personas en un intento de educar al público sobre las repercusiones de los estereotipos culturales y la historia de la participación judía en la industria del entretenimiento, y cómo esa industria está en realidad es manejada por decenas de miles de personas en todo el mundo. Kyle advierte que «no podemos controlar lo que dice la gente, por eso debemos ser inteligentes al elegir lo que queremos creer». Su discurso conmueve a los asistentes, entre los cuales se encuentra Greta Thunberg y Antonio Guterres, quienes en medio de aplausos sugieren que el propio Kyle maneje Hollywood, para frustración de éste.

## Producción

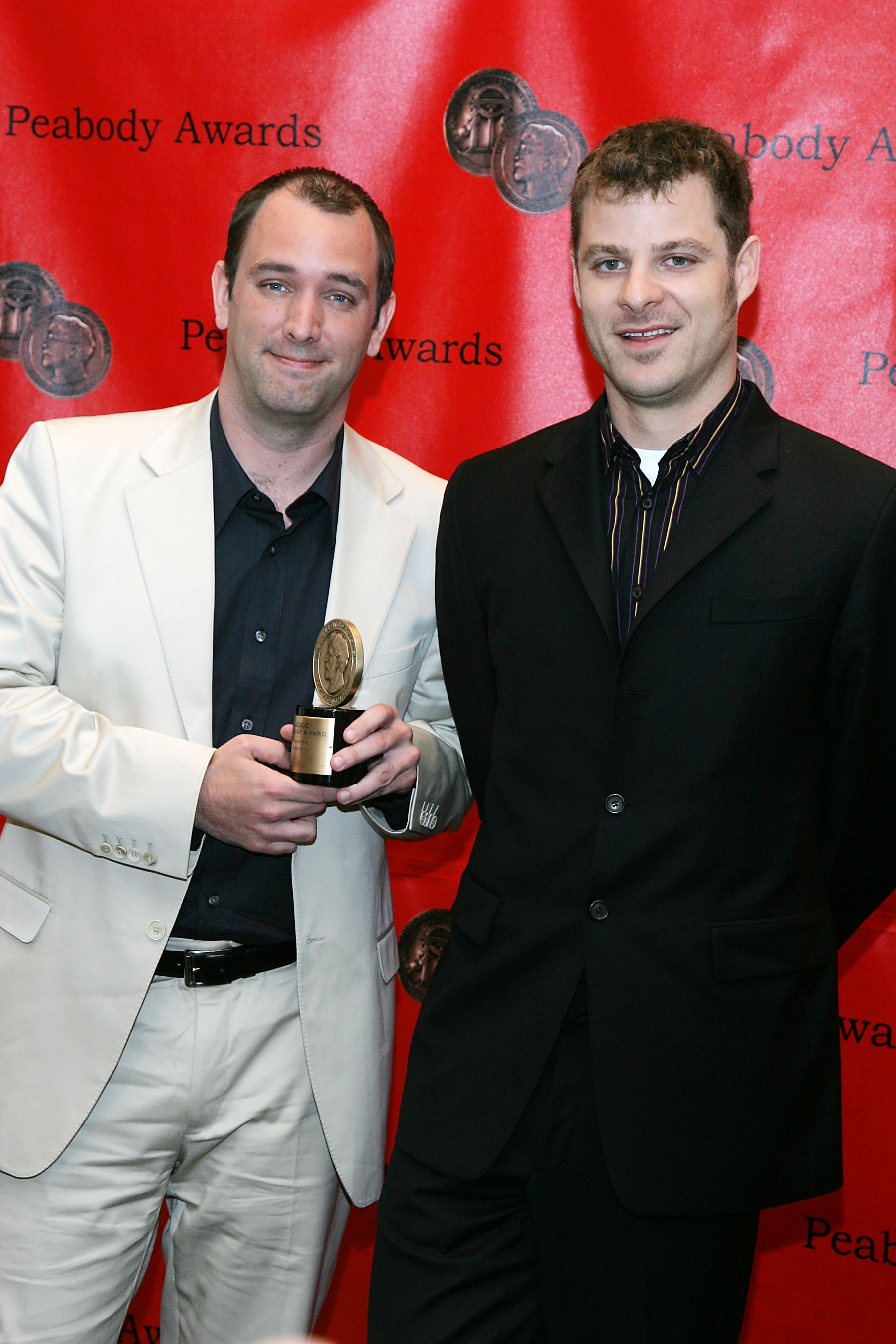
Los co-creadores de la serie Trey Parker y Matt Stone.

Los creadores de la serie, Trey Parker y Matt Stone, inician su temporada veintiséis el 8 de febrero del año 2023 con un episodio donde se toman como hilo conductor las polémicas declaraciones públicas antisemitas del cantante Kanye West efectuadas a finales del año 2022.
Ls créditos finales del episodio, que normalmente mencionan tanto a Trey Parker como a Matt Stone, en su lugar dicen «Creado por Matt Stone», «Productor Ejecutivo Matt Stone», «Escrito y Dirigido por Matt Stone» y «Asistente del Sr. Stone Trey Parker», reflejando el mito antisemita en la trama, por cuanto que Stone es judío. Este detalle final fue muy bien recibido por la crítica y por los aficionados de la serie.

### Personajes

#### Habituales y no debutantes
| Personaje         | Roll                | Debut                                        |
| ----------------- | ------------------- | -------------------------------------------- |
| Eric Cartman      | Personaje principal | El Espíritu de la Navidad (Jesús vs. Frosty) |
| Kyle Broflovski   | Personaje principal | El Espíritu de la Navidad (Jesús vs. Frosty) |
| Stan Marsh        | Personaje principal | El Espíritu de la Navidad (Jesús vs. Frosty) |
| Kenny McCormick   | Personaje principal | El Espíritu de la Navidad (Jesús vs. Frosty) |
| Tolkien Black     | Estudiante          | Cartman Consigue una Sonda Anal              |
| Butters Stotch    | Personaje principal | Cartman Consigue una Sonda Anal              |
| Wendy Testaburger | Estudiante          | El Espíritu de la Navidad (Jesús vs. Frosty) |
| Bebe Stevens      | Estudiante          | Cartman Consigue una Sonda Anal              |
| Red McArthur      | Estudiante          |                                              |
| Scott Malkinson   | Estudiante          | Elementary School Musical                    |
| Clyde Donovan     | Estudiante          | Cartman Consigue una Sonda Anal              |
| Jimmy Valmer      | Estudiante          | Pelea de invalidos                           |
| Craig Tucker      | Estudiante          | Mr. Hankey, the Christmas Poo                |
| Kevin Stoley      | Estudiante          | Cartman Consigue una Sonda Anal              |
| Tommy Turner      | Estudiante          | Mr. Turner (Mr. Hankey's Christmas Classics) |
| Sophie Gray       | Estudiante          | Basic Cable                                  |
| Heather Williams  | Estudiante          |                                              |
| Allie Nelson      | Estudiante          | La lista                                     |
| PC Principal      | Rector              | Stunning and Brave                           |
| Randy Marsh       | Padre de Stan       | Volcán                                       |
| Sharon Marsh      | Madre de Stan       | Un Elefante hace el Amor con una Cerda       |
| Gerald Broflovski | Padre de Kyle       | Starvin' Marvin                              |
| Steve Black       | Padre de Tolkien    | Cartman's Silly Hate Crime 2000              |
| Mr. Mackey        | Profesor            | Mr. Hankey, the Christmas Poo                |
| Mr. Romero        | Profesor            |                                              |
| Yo cupido         | Alter ego Cartman   | Cartman encuentra el amor                    |

#### Debutantes
| Personaje        | Roll                                      |
| ---------------- | ----------------------------------------- |
| Infowars Hostess | Presentadora en programa televisivo       |
| Greta Thunberg   | Activista                                 |
| Antonio Guterres | Secretario general de las Naciones Unidas |
| Anurag Saha Roy  | Cofundador Wikilimo                       |
| Cupid Ye         | Alter ego de Cartman                      |

### Locaciones
| Locación                       | Utilización    | Primera aparición                      |
| ------------------------------ | -------------- | -------------------------------------- |
| Escuela primaria de South Park | Escuela        | Cartman consigue una sonda anal        |
| Patio de juegos de la escuela  | Escuela        |                                        |
| Coney Island Hot Dog           | Restaurante    |                                        |
| Credigree Weed                 | Granja         |                                        |
| Broflovski Residence           | Residencia     | The End of Serialization as We Know It |
| Infowars Set                   | Set televisivo | Cupido Ye                              |
| Greta Thunberg Set             | Auditorio      | Cupido Ye                              |

### Canciones
| Título            | Intérprete o artista                 |
| ----------------- | ------------------------------------ |
| Tokei no Uta      | Taro Murkami t Keisuke Tsutsui       |
| Pretty Girls Walk | Big Boss Vette                       |
| Gold Digger       | Kanye West interpretado por Cupid Ye |

## Temática y referencias culturales

### Temática principal
Los creadores de la serie han tratado recurrentemente el asunto de los prejuicios y estereotipos raciales. En este episodio su crítica recae sobre el antisemitismo y los mitos asociados a éste. Parker y Stone cuestionan la idea de que Hollywood es dominada por judíos, ejemplo de prejuicio y mito antisemita. A través del personaje de Kyle, los creadores de la serie explican sucintamente la evolución histórica de la industria del cine en los EE. UU. y las razones por las cuales una parte de los integrantes de dicha industria descienden de inmigrantes judíos. 

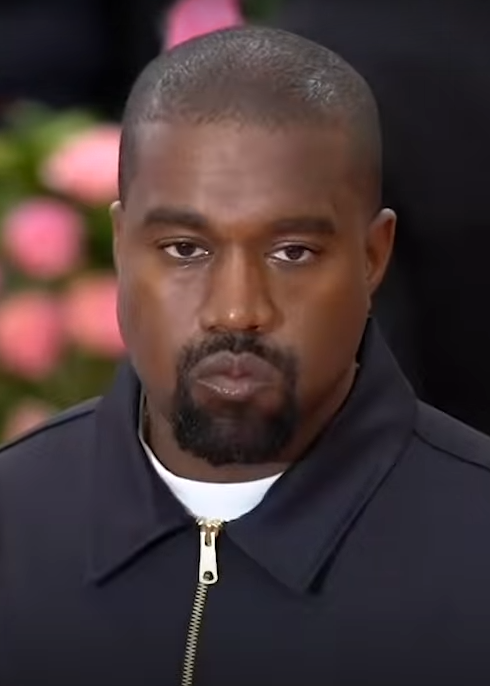
El cantante estadounidense Kanye West

Conscientes de que es imposible impedir que se difundan noticias o información falsa, Parker y Stone recomiendan a sus espectadores informarse y documentarse con responsabilidad sobre cualquier tema, para desarrollar un criterio más apropiado sobre la realidad.

### Temática secundaria
South Park cuestiona la influencia de la cultura woke en la producción de Hollywood, crítica reiterada en la serie animada. En el episodio, a través del personaje de Randy Marsh y de otros personajes secundarios, los creadores de la serie afirman que dicha influencia perjudica al propio Hollywood, tanto a nivel económico, en la calidad de sus producciones y la coherencia de sus temáticas.
Accesoriamente, South Park cuestiona la utilización de la religión cristiana para fundamentar movimientos racistas, en este caso contra los judíos. En la parte final de la sección segunda del episodio, Cartman le dice a Stan, refiriéndose a Cupido Ye: «creo que usó el cristianismo para hacer una maldita basura racista».